# الحرب على الفقر

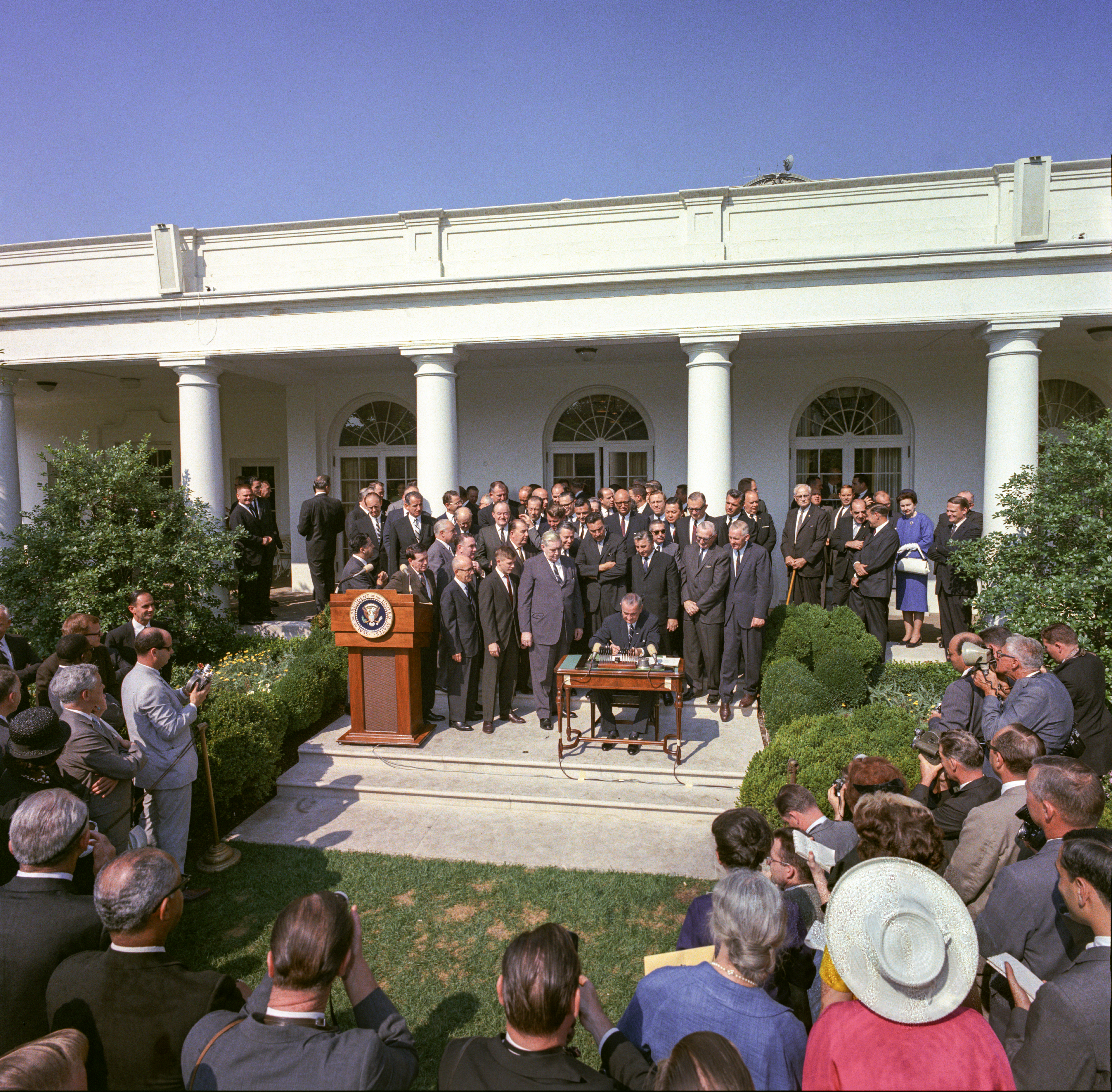
الرئيس ليندون ب. جونسون يوقع على مشروع قانون الفقر (المعروف أيضا باسم قانون الفرص الاقتصادية) بينما تنظر الصحافة والمؤيدون لمشروع القانون، 20 أغسطس 1964

الحرب على الفقر (بالإنجليزية: War on Poverty)‏ هو الاسم غير الرسمي للتشريع الذي قدمه رئيس الولايات المتحدة ليندون ب. جونسون خلال خطاب حالة الاتحاد في 8 يناير 1964. اقترح جونسون هذا التشريع استجابة لمعدل الفقر الوطني البالغ حوالي تسعة عشر في المئة. أدى الخطاب إلى إصدار الكونغرس الأمريكي قانون الفرص الاقتصادية الذي أنشأ مكتب الفرص الاقتصادية لإدارة الطلب المحلي للأموال الاتحادية التي تهدف إلى مكافحة الفقر.
كجزء من الجمعية العظيمة، فكر جونسون بتوسيع دور الحكومة الاتحادية في التعليم والرعاية الصحية كاستراتيجيات للحد من الفقر. يمكن اعتبار هذه السياسات أيضا كاستمرار للصفقة الجديدة لفرانكلين روزفلت التي استمرت من عام 1933 إلى 1937 والحريات الأربع لعام 1941. قال جونسون: "هدفنا ليس فقط التخفيف من أعراض الفقر، ولكن لعلاجه وقبل كل شيء، لمنعه.
يظل إرث مبادرة الحرب على سياسة الفقر في الاستمرار بوجود برامج اتحادية مثل «البداية الأولى» و «متطوعي الخدمة في أمريكا» (فيستا) و «تريو» وفيلق العمل.
تراجعت شعبية الحرب على الفقر بعد الستينيات من القرن الماضي. أدى رفع القيود والنقد المتنامي لدولة الرفاهية والتحول الأيديولوجي إلى خفض المساعدات الفيدرالية للفقراء في الثمانينيات والتسعينيات إلى صدور قانون المسؤولية الشخصية وفرص العمل من عام 1996، والتي ادعى الرئيس بيل كلينتون، أنه "أنهى الرعاية الاجتماعية كما نعرفها.

## المبادرات الرئيسية
- قانون الفرص الاقتصادية لعام 1964 الذي أنشأ برنامج العمل المجتمعي، وفيلق العمل والمتطوعين في الخدمة لأمريكا (فيستا)، ومحور «الحرب على الفقر» - 20 أغسطس 1964
- قانون قسائم الطعام لعام 1964 - 31 أغسطس 1964 [3]
- قانون التعليم الابتدائي والثانوي - 11 أبريل 1965
- قانون الضمان الاجتماعي لعام 1965 (الرعاية الطبية ورعاية المرضى طبيا) - 19 يوليو 1965

مكتب الفرص الاقتصادية هو الوكالة المسؤولة عن إدارة معظم برامج الحرب على الفقر التي تم إنشاؤها خلال إدارة جونسون، بما في ذلك فيستا، فيلق العمل، البداية الأولى، الخدمات القانونية وبرنامج العمل المجتمعي. تأسس مكتب (الفرص الاقتصادية) عام 1964 وسرعان ما أصبح هدفا لمنتقدي الحرب على الفقر من الجناح الأيمن والجناح الأيسر. شمل مديرو مكتب التقييم المستقل سارجنت شرايفر، وبرتراند هاردينغ، ودونالد رامسفيلد.
أطلق المكتب برنامج «البداية الأولى» بوصفه برنامجا صيفيا مدته ثمانية أسابيع في عام 1965. صمم المشروع للمساعدة على القضاء على الفقر من خلال توفير برنامج يلبي الاحتياجات العاطفية والاجتماعية والصحية والتغذوية والنفسية لأطفال ما قبل المدرسة من الأسر ذات الدخل المنخفض. ثم نقلت البداية الرئيسية إلى مكتب تنمية الطفل في وزارة الصحة والتعليم والرعاية (في وقت لاحق وزارة الصحة والخدمات البشرية) بواسطة إدارة نيكسون في عام 1969.
كما أعلن الرئيس جونسون أيضا مشروعا ثانيا لمتابعة الأطفال من برنامج «البداية الأولى». تم تنفيذ هذا في عام 1967 مع مشروع المتابعة، أكبر تجربة تعليمية أجريت منذ أي وقت مضى.
تتولى هذه السياسة تدريب الشباب المحرومين والمعرضين للخطر، وقدمت أكثر من مليوني شاب محروم من ذوي المهارات الأكاديمية والمهنية والاجتماعية التي يحتاجون إليها للحصول على الاستقلال والحصول على وظائف جيدة أو طويلة الأجل أو مواصلة تعليمهم. تواصل فيلق العمل مساعدة 70,000 شاب سنويا في 122 مركزا لفريق العمل في جميع أنحاء البلاد. بالإضافة إلى التدريب المهني، تقدم العديد من فرق العمل أيضا برامج (تطوير التعليم العام) وكذلك شهادات الثانوية العامة وبرامج للحصول على الطلاب في الكلية.
كما كتب الاقتصادي الأسود توماس سويل:
لم يحدث قط أن كان هناك برنامج شامل لمعالجة الفقر من جذوره، ولتوفير المزيد من الفرص لأولئك الذين بدءوا في الحياة، ولإعادة تأهيل أولئك الذين لم ينجحوا في حياتهم، ولتكوين أشخاص معالين يدعمون أنفسهم.

## النتائج وما بعدها

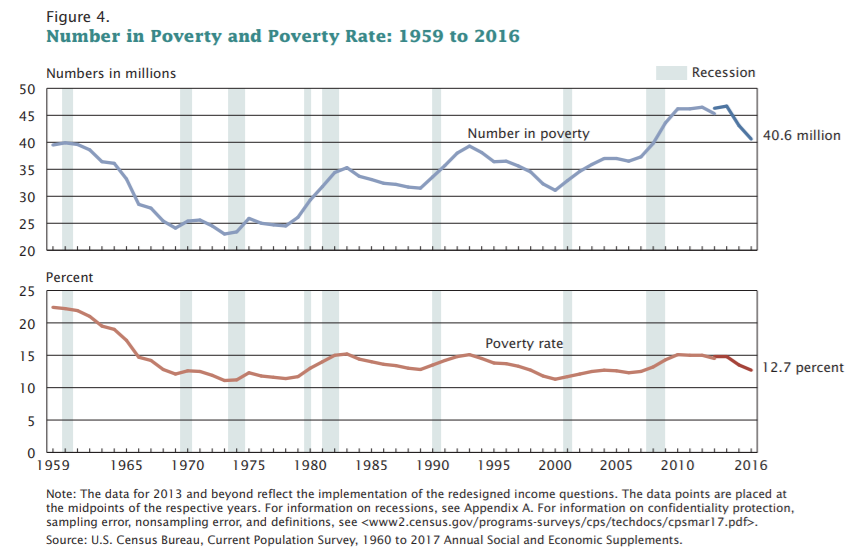
عدد الفقر ومعدل الفقر: 1959 إلى 2015. الولايات المتحدة.

في العقد الذي أعقب بدء الحرب على الفقر عام 1964، انخفضت معدلات الفقر في الولايات المتحدة إلى أدنى مستوى لها منذ أن بدأت السجلات الشاملة في عام 1958: من 17.3٪ في السنة تم تنفيذ قانون الفرص الاقتصادية إلى 11.1٪ في عام 1973. لديهم ما بين 11 و 15.2٪ منذ ذلك الحين. غير أنه من المهم ملاحظة أن الانخفاض الحاد في معدلات الفقر بدأ في عام 1959، أي قبل خمس سنوات من بدء الحرب على الفقر (انظر الشكل 4 أدناه).
خط الفقر الأقصى" هو الحد الأدنى الذي يعتبر عنده أن الأسر أو الأفراد يفتقرون إلى الموارد اللازمة لتلبية الاحتياجات الأساسية للحياة الصحية؛ وعدم توفر دخل كاف لتوفير الغذاء والمأوى والملبس اللازم للحفاظ على الصحة. فالفقر بين الأمريكيين الذين تتراوح أعمارهم بين 18 و 64 عاما قد انخفض بشكل طفيف منذ عام 1966، من 10.5٪ إلى 10.1٪ اليوم. انخفض الفقر بشكل كبير بين الأمريكيين الذين تقل أعمارهم عن 18 سنة من 23٪ في 1964 إلى أقل من 17٪، على الرغم من أنه ارتفع مرة أخرى إلى 20٪ في عام 2009. كان الانخفاض الأكثر حدة في الفقر بين الأمريكيين أكثر من 65 عاما، والذي انخفض من 28.5٪ إلى 10.1٪ في عام 1966 اليوم.
في عام 2004، اعتبر أكثر من 35.9 مليون شخص، أو 12 في المائة من الأمريكيين، منهم 12.1 مليون طفل، أنهم يعيشون في فقر بمعدل نمو يبلغ نحو مليون شخص في السنة. وفقا لمعهد كاتو، وهو مركز أبحاث تحرري، منذ إدارة جونسون، أنفق ما يقرب من 15 تريليون دولار على الرعاية الاجتماعية، مع معدلات الفقر هي نفسها تقريبا كما كانت في إدارة جونسون. تؤكد دراسة أجريت عام 2013 نشرتها جامعة كولومبيا أنه بدون شبكة الأمان الاجتماعي، كان معدل الفقر سيكون 29 في المائة في عام 2012، بدلا من 16 في المائة. وفقا لبيانات منظمة التعاون الاقتصادي والتنمية من عام 2012، بلغ معدل الفقر قبل الضرائب والمدفوعات التحويلية 28.3 في المائة، في حين انخفض معدل الفقر بعد الضرائب والتحويلات إلى 17.4 في المائة.
قام الرئيس نيكسون بتقسيم المكتب في عام 1973، على الرغم من نقل العديد من برامج الوكالة إلى وكالات حكومية أخرى.
وفقا لـ«رفيق القراء لتاريخ المرأة الأمريكية»،
يشير العديد من المراقبين إلى أن اهتمام الحرب على الفقر بأمريكا السوداء خلق أسباب رد الفعل الذي بدأ في السبعينيات. وقد أدى تصور الطبقة الوسطى البيضاء إلى تقديم مشروع قانون لزيادة الخدمات المقدمة للفقراء إلى تراجع الدعم المقدم لبرامج الدولة للرعاية الاجتماعية، ولا سيما البرامج التي تستهدف مجموعات وأحياء محددة. اعتبر كثير من البيض أن برامج المجتمع العظيم تدعم الاحتياجات الاقتصادية والاجتماعية للأقليات الحضرية المنخفضة الدخل؛ وفقدوا التعاطف، خاصة مع تراجع الاقتصاد خلال السبعينيات.
كتب جوزيف أ. كاليفانو، الابن، وزير الصحة والتعليم والرفاهية في الولايات المتحدة في عهد الرئيس جيمي كارتر في عام 1999 في عدد من صحيفة واشنطن الشهرية:
"في شن الحرب على الفقر، كانت المعارضة في الكونغرس قوية جدا لتمرير قانون صيانة الدخل، لذلك لجأت (لينسون.ب جونسون) إلى أكبر آلة نقدية تلقائية بخصوص: الضمان الاجتماعي، والاقتراض، وقانون الكونغرس، زيادات ضخمة في الحد الأدنى من الفوائد التي رفعت حوالي مليوني أميركي يبلغ عمرهم 65 عاما فما فوق فوق خط الفقر، وفي عام 1996، وبفضل هذه الفوائد الدنيا المتزايدة، رفع الضمان الاجتماعي 12 مليون مواطن من كبار السن فوق خط الفقر... لم تتعرض جمعية المجتمع العظيم لهجمات متحفظة أكثر تلاشي من مكتب الفرص الاقتصادية، ومع ذلك، فإن الحرب على الفقر تأسست على أساس مبدأ أكثر تحفظا: وضع السلطة في المجتمع المحلي، وليس في واشنطن، وإعطاء الناس عامة القدرة على الوقوف مدة طويلة على قدميهم الخاصة (أي حق التظاهر وباقي الحقوق السياسية).ادعى المحافظ أن برامج الفقر التي أعدها مكتب خدمات الرقابة الداخلية لم تكن سوى مضيعة للمال بل منافية للعقل... تم إطلاق أحد عشر برنامجا من أصل 12 برنامجا من مكتب (الفرص الاقتصادية) في منتصف الستينيات وتم تنفيذهم، بمعدل سنوي يتجاوز 10 بلايين دولار؛ ويبدو أن المشرعين يعتقدون أنهم ما زالوا قائمين على المشروع.

## الاستقبال والنقد
تم تسليم خطاب الرئيس جونسون «الحرب على الفقر» في وقت الإصلاح (انخفض مستوى الفقر من 22.4٪ في 1959 إلى 19٪ في 1964 عندما تم التصريح عن الحرب على الفقر) وكان ينظر إليها من قبل النقاد في محاولة لجعل الكونغرس الأمريكي يأذن ببرامج الرعاية الاجتماعية.
يقول بعض الاقتصاديين، بمن فيهم ميلتون فريدمان، إن سياسات جونسون كان لها في الواقع تأثير سلبي على الاقتصاد بسبب طبيعتها التدخلية، مشيرة في مقابلة مع بي بي إس إلى أن «الحكومة تعتزم القضاء على الفقر، ولها حرب على الفقر، وتقول بأن» الفقر«يزداد، كما أن لديها برنامجا للرعاية الاجتماعية، ويؤدي برنامج الرعاية الاجتماعية إلى توسع المشاكل، ويتبنى موقف عام أن الحكومة ليست وسيلة فعالة جدا للقيام بالأمور». يوصي أتباع هذه المدرسة الفكرية بأن أفضل وسيلة لمكافحة الفقر ليست من خلال الإنفاق الحكومي ولكن من خلال النمو الاقتصادي.
قال البروفيسور توني جدت، المؤرخ الحديث، في إشارة إلى العنوان المقترح سابقا للمسؤولية الشخصية وقانون فرص العمل أن «عنوان أورويلية سيكون من الصعب تصوره» عزا الانخفاض في شعبية المجتمع العظيم باعتبار نجاحها، لأن عددا أقل من الناس يخشون الجوع والمرض والجهل. بالإضافة إلى ذلك، فإن عددا أقل من الناس يهتم بضمان الحد الأدنى من المعايير لجميع المواطنين والليبرالية الاجتماعية.
اتبع زميل البحث المحافظ في المعهد المستقل جيمس ل. باين هذا الخط الفكري عندما كتب أن «الحرب على الفقر خطأ مكلف ومأساوي لأن القضاء على الفقر لا يبدو بعيد المنال للناشطين.. وكان من المنظور الذي أدى إلى التعصب... النظرية الاقتصادية البسيطة للفقر أن أدت إلى مبدأ أساسي واحد لبرامج الرعاية الاجتماعية... وباعتماد نهج النشرات لبرامجهم، فشل نشطاء الحرب على الفقر أن يلاحظوا أو فشلوا في الاهتمام بأنهم متأخرون أكثر من قرن من النظرية والخبرة في مجال الرعاية الاجتماعية... إن نشطاء الحرب على الفقر لم يتجاهلوا دروس الماضي في موضوع النشرات فحسب، بل أيضا تجاهلوا تجربتهم الخاصة مع الفقراء».
انتقد توماس سويل برامج الحرب على الفقر، وكتب «الأسرة السوداء، التي ظلت على قيد الحياة لقرون من العبودية والتمييز، بدأت تتفكك بسرعة في دولة الرفاهية الليبرالية التي دعمت الحمل غير المرغوب فيه وغيرت الرفاهية من محاولة الإنقاذ في حالات الطوارئ إلى أسلوب حياة». 
اتخذ آخرون مسارا مختلفا. في عام 1967، في كتابه أين نذهب من هنا: الفوضى أو المجتمع؟ مارتن لوثر كينج «انتقدت حرب جونسون على الفقر لكونها مجزأة جدا»، قائلا إن البرامج التي تم إنشاؤها في إطار «الحرب على الفقر» مثل «برامج الإسكان والتدريب على العمل والمشورة الأسرية» كانت جميعها «عيبا مميتا لأنه لم يبنى أبدا على أساس منسق ...وأشار إلى أنه لم يتم في أي وقت من الأوقات وضع برنامج شامل ومنسق وكاف تماما». في كلمته يوم 4 أبريل 1967 في كنيسة ريفرسايد في المدينة الجديدة، الحرب في فيتنام مع «الحرب على الفقر».
«هناك في البداية علاقة واضحة وجليلة جدا بين الحرب في فيتنام والنضال الأول الذي يحدث في أميركا قبل بضع سنوات كانت هناك لحظة ساطعة في هذا الكفاح، كان وعدا حقيقيا بالأمل للفقراء - بالأبيض والأسود - من خلال برنامج الفقر، وكانت هناك تجارب وآمال وبدايات جديدة، ثم جاء تراكم في فيتنام وشاهدت البرنامج مكسورا وأحبطت كما لو كان البرنامج عبارة عن لعبة للعزيمة السياسية الخاملة لمجتمع أصبح مجنونا على الحرب، وكنت أعرف أن أمريكا لن تستثمر الأموال اللازمة أو الطاقات اللازمة لإعادة تأهيل الفقراء طالما استمرت المغامرات مثل فيتنام في جذب الرجال والمهارات والمال مثل أنبوب الشفط المدمر الشيطاني. لذلك كنت مضطرا على نحو متزايد لرؤية الحرب كعدو للفقراء ومهاجمتها على هذا النحو، وربما كان الاعتراف المأساوي أكثر واقعية للواقع عندما أصبح واضحا بالنسبة لي أن الحرب كانت تفعل أكثر بكثير من تدمير آمال الفقراء في المنزل».

كرر هذا الانتقاد في خطابه في نفس المكان في وقت لاحق من ذلك الشهر عندما قال: "وربما لا تعرفون ذلك، أصدقائي، ولكن من المقدر أن ننفق 500.000 دولار لقتل كل جندي عدو، في حين أننا ننفق ثلاثة وخمسين دولار فقط لكل شخص مصنف على أنه فقير، ويخصص جزء كبير من تلك الثلاثة وخمسين دولارا لرواتب الناس الذين ليسوا فقراء، لذلك اضطررت على نحو متزايد لرؤية الحرب عدوا للفقراء، ومهاجمتها على هذا النحو ". في العام التالي، بدأ كينج حملة الشعب الفقير لمعالجة أوجه القصور في «الحرب على الفقر» و "المطالبة بالتحقق من الموقف" لمعاناة الأمريكيين من أصل أفريقي تم تنفيذه لفترة وجيزة بعد وفاته ببناء وصيانة معسكر، مدينة القيامة، لأكثر من ستة أسابيع. بعد سنوات، لاحظ كاتب في الأمة أن "الحرب على الفقر لطالما كانت حربا على الفقراء نفسهم، ولكن يمكن القيام بالكثير.
في عام 1989، تناول المسؤول التنفيذي السابق لفرقة العمل المعنية بالفقراء هيمان بوكتيندر الانتقادات الموجهة إلى«الحرب على الفقر» في صحيفة نيويورك (تايمز)، وكتب قائلا:
«اليوم، تتضاعف صفوف الفقراء مرة أخرى ... وقد أدت هذه الإحصاءات وغيرها من المراقبين المهملين إلى استنتاج أن الحرب على الفقر فشلت. لا، فقد حققت العديد من النتائج الجيدة. فشل المجتمع، وتعبت من الحرب في وقت قريب جدا، وأعطت موارد غير كافية ولم تفتح جبهات جديدة حسب الاقتضاء. التشرد على نطاق واسع، وانفجار حمل المراهقات، والأسر ذات الوالد الوحيد، والأمية المنتشرة، والمخدرات والجريمة - هي نتائج وأسباب استمرار الفقر. في حين أنه من غير المناسب الاحتفال بالذكرى السنوية للحرب على الفقر، من المهم أن نشير إلى بعض المكاسب الكبيرة ... هل كل برنامج من أعمال الستينيات؟ هل كان كل دولار يستخدم لأقصى إمكاناته؟ هل ينبغي إعادة أو زيادة كل برنامج للمجتمع العظيم؟ بالطبع لا ... أولا، لا يمكننا تحمل عدم استئناف الحرب. بطريقة أو بأخرى، ستظل المشكلة باهظة الثمن. على نحو ما، وسوف نقدم لاحتياجات البقاء على قيد الحياة من أفقر: الرفاهية، والطعام والغذاء والأسرة والسقوف للمشردين، ورعاية الفقراء طبيا. كلما قل عدد الفقراء هناك، كلما قل عدد مشاكل الإغاثة. إبعاد الناس عن الفقر هو أكثر الاستثمارات العامة فعالية من حيث التكلفة».

في 3 مارس 2014، أصدر بول ريان، رئيس لجنة الميزانية بمجلس النواب، تقريره«الحرب على الفقر: بعد 50 عاما»، مؤكدا أن نحو 92 برنامجا فيدراليا مصمما لمساعدة الأمريكيين ذوي الدخل المنخفض لم يقدموا الإغاثة المقصودة، وأنه لا يوجد دليل يذكر على نجاح هذه الجهود. في صميم التقرير، والرعاية الاجتماعية، ورعاية الأطفال، ومنح بيل كوليج، والعديد من برامج المساعدة الاتحادية الأخرى. في الملحق المسمى ب«تدابير الفقر»، يقاس معدل الفقر عن طريق إدراج المساعدة غير النقدية من طوابع الأغذية والمساعدات السكنية والبرامج الاتحادية الأخرى، يشير التقرير إلى أن هذه القياسات لها «آثار على كل من المحافظين والليبراليين. بالنسبة للمحافظين، يشير هذا إلى أن البرامج الاتحادية قد قللت من نسبة الفقر بالفعل. بالنسبة لليبراليين، فإنه يقلل من الحاجة المفترضة لتوسيع البرامج القائمة أو إنشاء برامج جديدة». قال العديد من الاقتصاديين وعلماء الاجتماع الذين أشير إلى عملهم في التقرير أن ريان إما أخطأ الفهم أو أساء تقدير أبحاثهم.